# Uropeltis broughami
Espèce
Synonymes
- Silybura broughami Beddome 1878
- Silybura levingii Beddome, 1878

Statut de conservation UICN

 DD  : Données insuffisantes
Uropeltis broughami est une espèce de serpents de la famille des Uropeltidae. 

## Répartition
Cette espèce est endémique du district de Madurai dans le Tamil Nadu dans le sud de l'Inde.

## Étymologie
Cette espèce est nommée en l'honneur d'Henry Brougham Guppy (1854-1926).

## Publication originale
- Beddome, 1878 : Description of six new species of snakes of the genus Silybura, family Uropeltidae. Proceedings of the Zoological Society of London, vol. 1878, p. 800-802 (texte intégral).